# Ford Five Hundred
La Ford Five Hundred è un'autovettura di tipo Berlina di grandi dimensioni prodotta dal 2004 al 2007 dalla casa automobilistica statunitense Ford. Nata per sostituire la Ford Taurus nella stessa posizione di mercato, fu poi trasformata con un'operazione di rebadging e restyling nella Ford Taurus (Terza Serie)

## Il contesto
Nei primi anni 2000, le vendite della Taurus (Seconda Serie) erano in seria difficoltà a causa della concorrenza giapponese. I vertici del marchio decisero cosi di interrompere la storia di questo nome con un modello inedito, ma la decisione fu presto oggetto di critiche dagli addetti ai lavori, per i quali il problema non era il nome ma l'obsolescenza del progetto, contro i giapponesi che tendevano a sviluppare costantemente i propri modelli
La situazione cambio con l'avvicendarsi al vertice di Alan Mullally, durante il cui incarico la Ford Five Hundred fu restilizzata e rinonimata nella Taurus (Terza Serie)

## Vendite e Tecnica
La vettura ha portato al debutto la piattaforma Ford D3, oltre che essere la prima berlina Ford full-size trazione anteriore ed a trazione integrale (optional) e la prima ad essere venduta senza un motore V8 (dalla Ford Model A).
La Five Hundred fu prodotta esclusivamente come berlina a quattro porte e venne assemblata da nella fabbrica di Chicago insieme alla Freestyle e alla Montego. Escludendo le vendite all'esportazione, sono state prodotte 241.402 Ford Five Hundreds.